# Guémoukouraba
Guémoukouraba est une localité et une commune rurale malienne, située dans le pays de la Kaarta, de l'arrondissement de Kourouninkoto dans le cercle de Séféto et la région de Kita. 

## Géographie
La commune de Guemoukouraba est située à l’extrême nord-est de l'ex-arrondissement de Séféto. Elle est limitée au nord par la commune de Madiga-Sacko (cercle de Diangounté), à l’est par la commune de Dianguirdé (cercle de Diéma) au sud par Madina (cercle de Kita), au sud-ouest par Dindenko (cercle de Séfétos) et à l’ouest par Fatao (cercle de Diangounté).

## Histoire
La commune rurale est mise en place dans le cadre de la décentralisation de mars 1991. 

## Villages et hameaux
Elle rassemble cinq villages : Guemoukouraba, Dionfa, Sakora, Mountan, Guessebine, ainsi que quatre hameaux (Minan, Boto, Wabou, Gonkourou).
La commune s'étend sur 5 localités relevées lors du recensement général de 2009. 
Les villages les plus peuplés sont :
- Guémoukouraba (3 440 habitants) ;
- Guéssébiné (2 033 habitants) ;
- Sakoura (1 934 habitants).

## Administration
Elle est dotée d’organes élus : le conseil communal et le bureau communal, qui agissent sous la tutelle du préfet du cercle. Chaque village est administré par un chef de village assisté par des conseillers.

## Population
La commune de Guemoukouraba compte 4 490 habitants (RACE 2001) avec 41 % d’hommes et 59 % de femmes. C'est une zone à forte migration avec comme destination certains pays d’Afrique (Gabon, RCI) et d’Europe (France, Espagne, Italie).